# Semiothisa cretiguttata
Semiothisa cretiguttata là một loài bướm đêm trong họ Geometridae.